# Hrashagortsi ashune
Pour plus de détails, voir Fiche technique et Distribution.
Hrashagortsi ashune (Հրաշագործի աշունը, litt. « l'automne du magicien ») est un moyen métrage documentaire arménien réalisé par Rouben Guevorkiants (hy) et Vahe Kevorkov, sorti en 2009. Il est consacré à la personnalité de la littérature et du cinéma italien Tonino Guerra (1920-2012).
Le film a été projeté au Festival international du film de Rome en Italie, ainsi qu'à la cérémonie des prix Nika en Russie. Il a été proposé par l'Arménie pour l'Oscar du meilleur film en langue étrangère lors de la 82e cérémonie des Oscars mais n'a pas été séléctionné.

## Synopsis
Le héros du film est Tonino Guerra, écrivain, peintre, sculpteur, dramaturge, architecte, journaliste, constructeur, mécanicien, éducateur, métallurgiste, inventeur, personnage public, agriculteur, jardinier, chimiste, footballeur ou saxophoniste. Dans un des films de Federico Fellini qu'il scénarise, Et vogue le navire… (1983), le navire coule et tout le monde chante : Cela signifie que l’art s’oppose à la mort et la vainc.

## Fiche technique
- Titre original arménien : Hrashagortsi ashune, Հրաշագործի աշունը
- Réalisation : Rouben Guevorkiants (hy), Vahe Kevorkov
- Photographie : Samvel Babayan
- Montage : Levon Hakhverdyan
- Société de production : Hayk Documentary Film Studio, Payt Film Studio, Sharm Holding
- Pays de production :  Arménie
- Langues originales : anglais, russe, italien
- Format : couleurs
- Genre : film documentaire
- Durée : 53 minutes
- Dates de sortie : 
  - Arménie : 15 juillet 2009 (Festival d'Erevan)